# New London, Texas
New London là một thành phố thuộc quận Rusk, tiểu bang Texas, Hoa Kỳ. Năm 2010, dân số của xã này là 998 người.

## Dân số
- Dân số năm 2000: 987 người.
- Dân số năm 2010: 998 người.